# Baryscapus philodromi
Baryscapus philodromi är en stekelart som först beskrevs av Charles Joseph Gahan 1924.  Baryscapus philodromi ingår i släktet Baryscapus och familjen finglanssteklar. Inga underarter finns listade.